# Lodewijk Gebraad
Lodewijk Gebraad (Dirksland, 7 februari 1894 - Sint Philipsland, 23 mei 1980) was een Nederlandse predikant in de Christelijke Gereformeerde Kerk en later in de Oud Gereformeerde Gemeenten in Nederland.
Lodewijk Gebraad werd geboren op 7 februari 1894 in Dirksland. Aanvankelijk was hij landbouwer. In 1930 werd de roeping tot het predikambt steeds duidelijker. Hij begon een jaar later de studie voor godsdienstonderwijzer en in 1936 ging hij voor het eerst officieel uit preken in de Nederlands Hervormde Kerk te Staphorst. Hij was toen 42 jaar. In 1945 kreeg hij een vaste aanstelling in een evangelisatie te Leersum. Zijn preekbevoegdheid werd ingetrokken, toen hij ook buiten de Nederlands Hervormde Kerk ging preken. Zijn gemeente volgde hem, ook toen hij in 1946 toetrad tot de Christelijke Gereformeerde Kerk. Na Leersum volgde Tholen, waar hij van 1950 tot 1953 bleef. Het preken buiten het eigen kerkverband deed Gebraad graag. Hij ging onder andere voor in (vrije) Oud Gereformeerde Gemeenten en dat viel verkeerd bij de Christelijk Gereformeerde kerkleiding. De Oud Gereformeerde Gemeente van Capelle aan den IJssel bracht een beroep op Gebraad uit, dat door hem werd aangenomen. Drie jater werd een beroep naar Sint Philipsland aangenomen, waar ds. Gebraad op 15 april 1958 bevestigd werd tot predikant van de Oud Gereformeerde Gemeenten door ds. M.A. Mieras. De Oud Gereformeerde Gemeenten in Nederland telden in deze tijd slechts een handvol predikanten.
Gebraad (in Zeeland ook wel aangeduid als Hebrêêdje) bleef tot aan zijn dood in 1980 aan deze gemeente verbonden. Hij was in die kring zeer geliefd en hield overal in het land preken, ook bij verwante gemeenten van andere kerkgenootschappen. Zijn begrafenis op 27 mei 1980 trok enkele duizenden bezoekers. Hierbij sprak onder meer ds. E. du Marchie van Voorthuysen.

## Trivia
Het Parool van 22 december 1960 bracht als kop: Predikanten terroriseren dorpelingen. De protesten van ds. Gebraad en de toenmalige Hervormde predikant, ds. van Dieren, tegen kerstbomen, sinterklaas en televisie werden door de krant als terreur beschouwd. 